# Wilfred Eade Agar
Pour les articles homonymes, voir Agar.
Wilfred Eade Agar est un zoologiste australien d’origine britannique, né le 27 avril 1882 à Wimbledon et mort le 14 juillet 1951.

## Biographie
Il fait ses études à la Sedbergh School du Yorkshire et au King's College de Londres. Durant la Première Guerre mondiale, il sert à Gallipoli. En 1919, il reçoit la chaire de zoologie de l’université de Melbourne où il travaille sur les chromosomes des marsupiaux et l’hérédité dans le bétail. Il contredit les résultats des expériences de William McDougall (1871-1938) destinées à prouver le lamarckisme par l’héritage chez les rats d’apprentissage.
Il devient membre de la Royal Society le 12 mai 1921. Agar reçoit la médaille Clarke de la Royal Society of New South Wales en 1944.

## Source
- (en) Cet article est partiellement ou en totalité issu de l’article de Wikipédia en anglais intitulé « Wilfred Eade Agar » (voir la liste des auteurs) (version du 13 janvier 2007).